# X265
x265 è un codec video per il formato H.265 (noto anche come HEVC), sviluppato e standardizzato congiuntamente dal comitato MPEG dell'ISO/IEC e dal Video Coding Experts Group dell'ITU-T. x265 è distribuito sotto GPLv2 oppure con una licenza commerciale, similmente al progetto x264.

## Applicazioni
- La codifica in questo standard è supportata anche da questi software: Avidemux, HandBrake, FFmpeg, MeGUI, Staxrip, TSUNAMI MPEG Encoder, Sorenson Squeeze e MediaCoder.
- La decodifica è garantita da tutti i software che utilizzano la libreria libavcodec (la voce contiene un elenco di alcuni software).

## Storia
x265 è stato creato dal software di riferimento jct-vc. Le prime versioni erano il software di riferimento + intrinseci per velocizzare le operazioni di base; il primo commit nel repository x265 è "commit JCT-VC HM source with cmake based build scripts". Con il passare del tempo l'intera base di codice è stata sostituita, gli elementi intrinseci sono stati sostituiti da assembly (alcuni da x264) e hanno anche integrato parte del controllo della velocità e della decisione del frame di x264 come inizio per il loro nuovo nel 2014. Quindi hanno preso in prestito pesantemente dalla base di codice x264 per accelerare lo sviluppo iniziale.  